# Geosaurus
Genre
Espèces de rang inférieur
- † G. giganteus 
(Sömmerring[1], 1816), Espèce type sous le nom de Lacerta gigantea
- † G. grandis 
(Wagner, 1858)
- † G. lapparenti 
Debelmas et Strannoloubsky[2], 1956

Synonymes
- Halilimnosaurus Ritgen, 1826 [3]
- Brachytaenius  von Meyer, 1842 [4]

Geosaurus  est un genre fossile de crocodyliformes marins de la famille fossile des métriorhynchidés ayant existé du Jurassique supérieur (Kimméridgien supérieur) jusqu'au Crétacé inférieur (Hauterivien inférieur), il y a environ entre 155 à 130 Ma (millions d'années). Ses fossiles ont été découverts en Europe (France et Allemagne).

## Étymologie
Le nom de genre Geosaurus, créé par le naturaliste français Georges Cuvier en 1824, est composé des mots du grec ancien Gê (Γῆ / Gễ), « Terre »,  qui est une déesse primordiale identifiée à la « Déesse mère », la mère des géants mythologiques, et σαῦρος / saûros, « lézard », pour donner la « mère des lézards géants ».

## Description

### Taille
Geosaurus est un grand « reptile » marin crocodyliforme, d'environ 3 mètres de long. Sa taille est toutefois sensiblement inférieure à celle d'autres géosaurinés comme Dakosaurus et Torvoneustes, et surtout Plesiosuchus, qui avec près de 7 mètres de long est le plus long membre de cette sous-famille.

### Anatomie

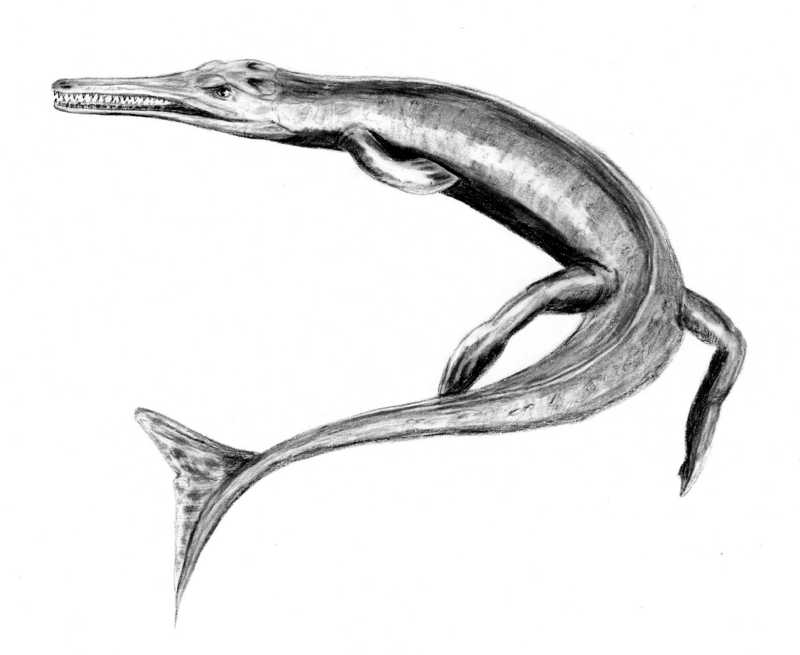
Vue d'artiste de Cricosaurus suevicus, anciennement considéré comme un Geosaurus.

Geosaurus présente une morphologie proche de celle de Dakosaurus avec un crâne relativement court et des dents tranchantes incurvées vraisemblablement adaptées à la capture de grosses proies. Il se distingue d'autres Metriorhynchidae, précédemment rattaché au genre, comme G. suevicus, qui montre un crâne très différent, avec un museau bien distinct, long et étroit, portant de petites dents pointues,.

## Classification
Les genres Brachytaenius et Halilimnosaurus ont été caractérisés comme des synonymes juniors de Geosaurus par R. Steel en 1973. 
De très nombreuses espèces rattachées au genre Geosaurus ont été créées à partir du XIXe siècle. Cependant, les premières analyses phylogénétiques, à compter de 2005, ont invalidé la monophylie supposée du genre,,,.

### Espèces valides
- Geosaurus giganteus, l'espèce type, elle provient du Tithonien inférieur d'Allemagne. Son nom originel, donné par Samuel Thomas von Sömmerring était Lacerta gigantea[1],[7].
- Geosaurus grandis est connue par un crâne complet avec mandibule découvert dans le Tithonien inférieur d'Allemagne et décrite par Johann Andreas Wagner en 1858. Elle a été successivement appelée Cricosaurus grandis et Metriorhynchus grandis[7].
- Geosaurus lapparenti découverte dans le Valanginien dans le département du Var en France. Son nom d'espèce rend hommage au paléontologue français Albert-Félix de Lapparent. Il s'agit d'un crâne avec quelques restes post-crâniens (vertèbres du cou et de la queue, et ceinture pelvienne partielle)[2]. Elle a été classée à l'origine, en 1956, sous le nom de Dacosaurus lapparenti[7]. Un autre spécimen avait été décrit en 1952 par Jacques Debelmas dans la même région, mais dans des sédiments un peu plus récents, datés de l'Hauterivien inférieur[11].

### Espèces réattribuées
Les espèces G. suevicus, G. saltillense, G. vignaudi, et G. araucanensisont été assignées au genre Cricosaurus en 2009 par Mark T. Young et ses collègues.
Une espèce à long museau G. gracilis a été renommé Rhacheosaurus gracilis.
Geosaurus carpenteri, basée sur un crâne partiel connu précédemment sous le nom de Dakosaurus carpenteri, a été réassignée à son propre genre, Torvoneustes, par Andrade et ses collègues en 2010.
Un spécimen non nommé, classé comme Geosaurus a été décrit dans l'Oxfordien de Cuba. Des études postérieures en 2009 l'identifient comme proche du genre Cricosaurus. 
Ainsi les  « Geosaurus » latino-américains, de Cuba, « G. saltillense » et « G. vignaudi » du Mexique, et « G. araucanensis » d'Argentine n’appartiennent pas au genre.

### Cladogramme
Le cladogramme ci-dessous reprend les résultats de Cau et Fanti en 2010 confirmés par Mark T. Young et ses collègues en 2012, qui placent les trois espèces valides de Geosaurus dans la sous-famille des Geosaurinae et la tribu des Geosaurini, où ils sont accompagnés des genres Dakosaurus, Torvoneustes et Plesiosuchus : 
|  | G. lapparenti                                               |
|  |                                                             |
|  | \| \| G. grandis \| \| \| \| \| \| G. giganteus \| \| \| \| |
|  |                                                             |
|  | G. grandis                                                  |
|  |                                                             |
|  | G. giganteus                                                |
|  |                                                             |

|  | G. grandis   |
|  |              |
|  | G. giganteus |
|  |              |